# Ludwig Schiedermair
Ludwig Schiedermair, född den 7 december 1876 i Regensburg, död den 30 april 1957 i Bensberg, var en tysk musikskriftställare.
Schiedermair studerade historia och musikvetenskap (för Sandberger) vid universitetet i München. Han blev docent och från 1920 professor vid Bonns universitet. Han komponerade en opera och sånger, men är känd som författare av olika avhandlingar rörande tysk opera under 1600—1800-talet, samt av Beiträge zur Geschichte der Oper um die Wende des 18. und 19. Jahrhunderts (2 band, behandlar huvudsakligen Johann Simon Mayr), Einführung in das Studium der Musikgeschichte och särskilt Mozart, sein Leben und seine Werke (1922). Han utgav också Die Briefe Mozarts und seiner Familie (5 band).

## Fotnoter
1. 1 2  SNAC, SNAC Ark-ID: w6wt2xp2, läs online, läst: 9 oktober 2017.[källa från Wikidata]
2. 1 2  Marburger Professorenkatalog, Marburger Professorenkatalog-ID: 10914, läst: 9 oktober 2017.[källa från Wikidata]
3. 1 2  Munzinger Personen, Munzinger person-ID: 00000004818, läst: 9 oktober 2017.[källa från Wikidata]
4. ↑  Gemeinsame Normdatei, läst: 11 december 2014.[källa från Wikidata]